# Cécile Tormay
Cécile Tormay, född den 8 oktober 1876 i Budapest, död den 2 april 1937 i Mátraháza i nuvarande staden Gyöngyös, var en ungersk roman- och novellförfattare.
Cécile Tormay skrev Emberek a kövek között ("Människor bland stenarna", 1911), A regi ház ("Det gamla huset", 1915) med mera och var även verksam som dramatiker.